# Setaria texana
Setaria texana är en gräsart som beskrevs av Emery. Setaria texana ingår i släktet kolvhirser, och familjen gräs. Inga underarter finns listade i Catalogue of Life.